# ブライアン・ドラッカー
ブライアン・ジェイ・ドラッカー（ドルーカー、Brian Jay Druker [druːkər]、1955年4月30日 - ）は、アメリカ合衆国の腫瘍学者。現在、オレゴン健康科学大学およびハワード・ヒューズ医学研究所に所属している。

## 来歴
ミズーリ州セントルイスのユダヤ系の家庭に生まれた。
カリフォルニア大学サンディエゴ校を卒業後、チロシンキナーゼファミリーの病気への関連性について研究を行う。慢性骨髄性白血病がチロシンキナーゼ活性の異常によって起こることがわかるとそれに研究対象を絞り、同時に治療法の確立を目指した。
このときノバルティスはドラッカーの研究室で開発された手法を使用して種々のキナーゼ阻害剤を合成していた。
ドラッカーはそのうち、STI571が白血病細胞を死滅させる一方、正常細胞には影響を与えないことを発見した。この試薬は後に、ノバルティスから慢性骨髄性白血病治療薬イマチニブ（商品名グリベック）として発売された。
ドラッカーは現在、Bcr-Abl遺伝子の突然変異によってグリベックへの抵抗性を獲得した白血病に対する治療薬の開発を目指している。

## 受賞歴
- 2000年 ウォーレン・アルパート財団賞
- 2005年 ロベルト・コッホ賞
- 2007年 慶應医学賞
- 2009年 ラスカー・ドゥベーキー臨床医学研究賞、マイエンブルク賞
- 2011年 トムソン・ロイター引用栄誉賞
- 2012年 日本国際賞[4]、ディクソン賞医学部門
- 2013年 オールバニ・メディカルセンター賞
- 2018年 唐奨、プリンス・マヒドール賞
- 2019年 ショーベリ賞